# Bandos
Bandos (ou Bodubandos) est une petite île inhabitée des Maldives. Elle constitue une des îles-hôtel des Maldives en accueillant le Bandos Island Resort & Spa.
François Pyrard nota en 1602 que l'île était déjà habitée, et que l'eau y était potable. Elle fut la deuxième île des Maldives, après Vihamanaafushi, à accueillir un hôtel de vacances dès 1972.

## Géographie
Bandos est située dans le centre des Maldives, dans le Sud-Est de l'atoll Malé Nord, dans la subdivision de Kaafu. Elle se situe à environ 8 km de la capitale Malé.